# Nederlandse regering tijdens de Franse tijd
Op 9 juli 1810 werd het Koninkrijk Holland ingelijfd bij het Eerste Franse Keizerrijk, met aan het hoofd keizer Napoleon. In de Nederlanden kwam een Franse Gouverneur-Generaal.
De inlijving leidde tot invoering van nieuwe wetboeken: de Code Pénal (het Wetboek van Strafrecht), de Code Civil (Burgerlijk Wetboek) en de Code de Commerce (Wetboek van Koophandel). De rechterlijke organisatie werd sterk verbeterd. Verder kwam er een burgerlijke stand (en een burgerlijk huwelijk). Door de Mijnwet van 1810 werden delfstoffen tot gemeenschapsbezit verklaard. Een Dijkwet zorgde voor beter onderhoud van de dijken.
Er werden aan het land ook allerlei financiële en economische lasten opgelegd en bovendien werd in 1811 de algemene dienstplicht ingesteld. Dienstplichtigen konden zich tegen betaling laten vervangen door een plaatsvervanger (remplaçant). Fransen militairen zorgden dat er via zee geen handel meer wordt gedreven (het Continentale Stelsel). De financiële plichten werden opgelegd vanwege de oorlogen die Frankrijk voerde, zoals in 1812 tegen Rusland.
Door dit alles nam de ontevredenheid toe, terwijl ook de economie er weinig florissant voorstond. De strenge handhaving van het Continentaal stelsel had de zeeprovincies beroofd van alle handel, en de koloniën waren in Britse handen gekomen. De landprovincies daarentegen hadden enig voordeel door meer vraag naar hun landbouwproducten en door de teelt van surrogaatproducten als suikerbieten.
Na de Franse nederlaag in de Slag bij Leipzig van oktober 1813 trokken de Franse troepen zich ook terug uit Nederland. Bij de Franse nederlagen zijn vele Nederlandse soldaten omgekomen. In Amsterdam ontstonden relletjes en worden douanehuisjes in brand gestoken.
Op 20 november werd het herstel van de vrijheid uitgeroepen door een Voorlopig Bewind van Van Hogendorp en Van der Duyn van Maasdam. Erfprins Willem keerde op 30 november 1813 terug in het land. Hij werd uitgeroepen tot Soeverein Vorst en beloofde dat er een Grondwet zou komen.

## Bestuur[1]

### 9 juli 1810 - 31 december 1810
- Charles François Lebrun (Algemeen Stedehouder van de keizer)

### 1 januari 1811 - 20 november 1813
- Charles François Lebrun (Gouverneur-Generaal)
- Alexander Gogel (Intendant-generaal van Financiën)
- François d'Alphonse (Intendant van Binnenlandse Zaken)
- Jacob van den Houte (tot 10 februari 1812), opgevolgd door J.H. Mollerus (Directeur voor Waterstaat)
- Robert Voûte (Directeur voor de Schatkist)
- Charles Etienne Coquebert-Montbret (Directeur voor de Douane)
- Cornelis Charles Six van Oterleek (Directeur voor de Publieke schuld)
- Paul Étienne de Villiers du Terrage (Directeur voor de Politie)
- Antonius Josephus Joannes Henricus Verheyen (voorzitter Gouvernementssecretarie (Secrétairerie des Commandements))